# Суґороку

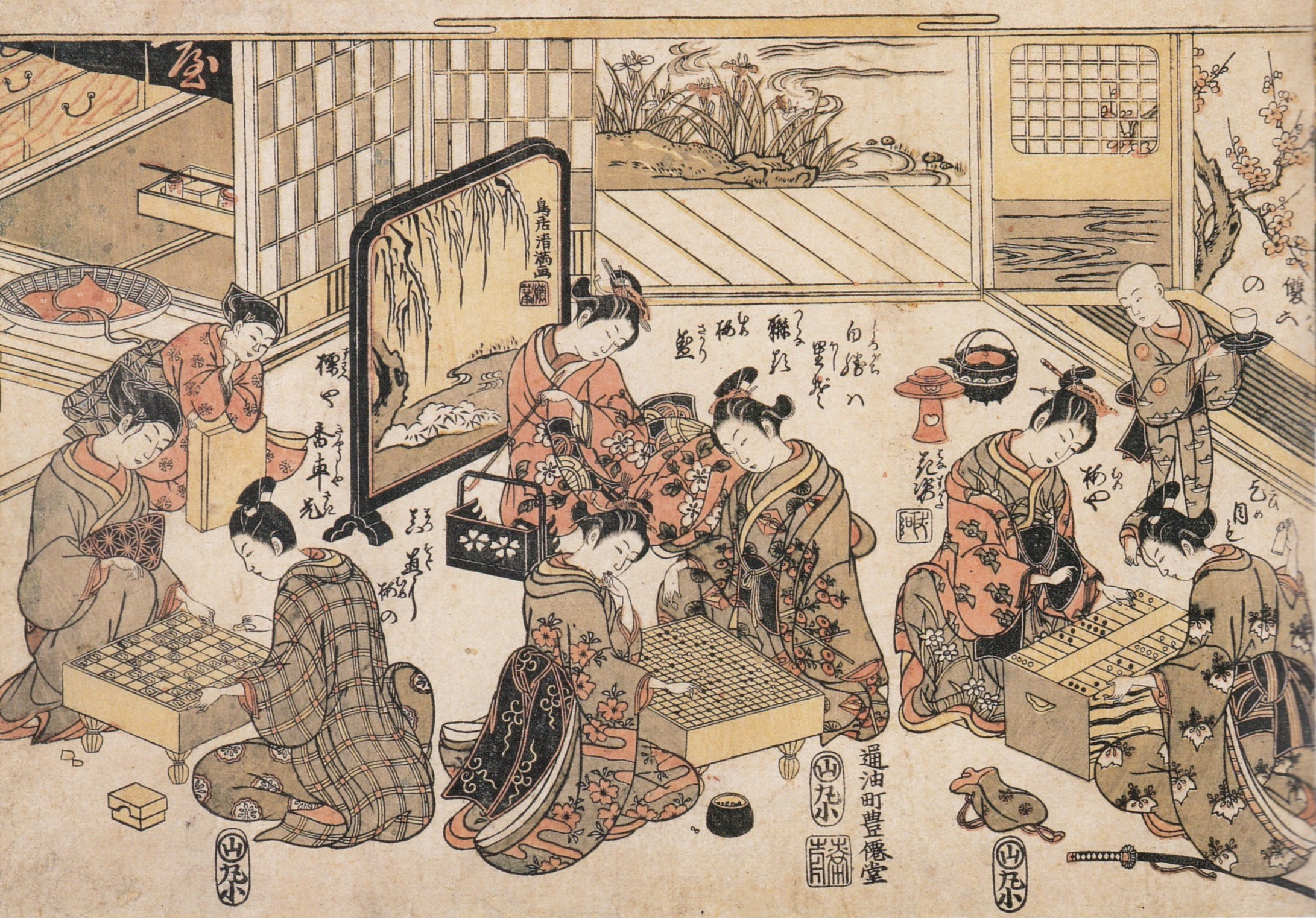
Жінки грають в бан-суґороку

Суґороку (яп. 雙六, 双六, МФА: [ /sɯɡoɾokɯ/] — «подвійна шість») — старовинна японська настільна гра. Інша назва футацу-но року («двічі шість»). Поділяється на два види: бан-суґороку (яп. 盤 双 六 — дошкова суґороку), що нагадує гру нарди та тритрак, та е-суґороку (яп. 絵双六 — малюнок-суґороку) — на кшталт ліли. В суґороку зазвичай грають під час святкувань Японського Нового року.

## Історія
В Японії суґороку прийшла через Корею з Китаю, а в китайських текстах така гра вперше зустрічається в III ст. до н. е. — в «Закликання душі» Сун Юя. Китайська назва гри — любо (надалі перетворилося на шаунлу). У VII ст. потрапляє до Японії.
Бан-суґороку вперше письмово згадується в «Анналах Японії» (720 рік), де йдеться, що заборона на цю азартну гру була впроваджена при імператриці Дзіто в 689 році. Ця заборона підтверджується в першій японській законодавчій збірці «Укладення років Тайхо і Йоро» (діяв з середини VIII ст.): на час трауру — для світських мешканців, на все життя — для ченців і черниць.
Найстаріша дошка для суґороку зберігається в колекції старожитностей Сьосоїн (VIII ст.), яку виготовлено корейськими майстрами з червоного сандалового дерева. Гра була дуже популярна, гравці в суґороку з'являються в щоденниках, повістях, нарисах епох Хейан і Камакура — «Щоденнику ефемерного життя», «Нарисах від нудьги» («Нотатках знечів'я»), «Повісті про принца Гендзі», «Великому Свічаді», «Збірці стародавніх оповідей», «Оповіді про дім Тайра», «Оповіді про Великий мир» тощо.
Різновид гри е-суґороку веде своє існування з часу безпосереднього перед періодом Едо, а розвитку й поширення набула в часу сьогунату Токугава. Витоки її дослідники пов'язують з картинками, за якими навчали ченців буддійської секти Тендай. Не випадково перші е-суґороку виготовлялися з буддійської символікою і зображенням мандали, образно називаючись дьодо-суґороку — «суґороку обителі Чистої землі», або «сугороку раю» (浄土 双 六). В есеїстичному творі 1619 року «Уцзацзу» (五 雑 俎) зустрічається згадка про гру «суґороку із зображенням чиновників», поле в якій було схемою з написаними послідовно чиновницькими рангами (воно також використовувалося для їх запам'ятовування). Крім того, в «Уцзацзу» згадується також суґороку з іменами будд.

## Бан-суґороку
У найбільш ранньому варіанті по дошці з дюжини полів гравцями переміщаються шість білих і шість чорних фішок. З XV ст. два гравці змагалися за дошкою з 15 білими і 15 чорними «каменями», розташованими на 12 клітинах в двох «таборах» супротивників. Камені просувалися на стільки позицій, скільки випадало по сумарному числовим значенням двох кубиків, які трясли в спеціальному футлярі-трубці. Гравець, що першим переносив свої 15 каменів в табір супротивника, ставав переможцем.
До епохи Едо свої позиції вона поступила стратегічним іграм високоінтелектуального характеру — чо-хан, шашок го і шахів сьоґі. Натепер гра відома переважно вузькому колу фахівців — історикам, етнографам, культурологам, мистецтвознавцям. При цьому найцінніші експонати (дошки з сандалу, ебенового дерева, інкрустовані слоновою кісткою, зеленим агатом, оленячим рогом, самшитом; кубики і фігури, зроблені з кольорового скла, кварцу) як речі високого мистецтва дбайливо зберігаються в музеях і національних скарбницях.

## Е-суґороку
На дошці зображено маршрут з малюнків, з перешкодами та знаками, які полегшують подолання завад. Ігрове поле це своєрідний лабіринт. Кидаючи 2 гральні кістки, пересувають фішку клітинками поля відповідно до кількості набраних очок. Виграє той, хто швидше дістанеться до фінішної клітинки поля (агарі).
Починаючи з епохи Едо було придумано безліч сюжетів гри за мотивами відомих історичних і літературних творів, з використанням зображень популярних персонажів, героїв фольклору, національних видів спорту тощо. Багато з цих ігор не втратили свого значення і збереглися до сьогодення.
Нині в Японії поширено різновиди е-суґороку на папері — у вигляді лабіринтів з перешкодами, за якими гравці пересувають фішки відповідно до числа ходів, які визначаються за допомогою 1 кубика. Популярна гра за сюжетом письменника Дзіппенся Ікку «Хідза куріге» («Коліна гнідого коня»), що заснована на описі подорожі двох подорожніх, які роблять піший перехід від Едо до Кіото через 53 станції тракту Токайдо.

## Кістки і кубики
З VII ст. існували кістки шестигранні, прямокутні і корейські (один бік плаский, інший — опуклий). Є відомості, в суґороку з буддійською тематикою використовували кубики з 6 знаками фрази «Наму бунсін сьобуцу» («Слава видам будд», 南 無 分身 諸 仏) або «Наму аміда буцу» («Слава будді Аміда», 南 無 阿 弥陀 仏). На кубиках для ігор в «застільні накази» записувалися «штрафні» знаки, наприклад «станцювати», «заспівати пісню».
З часом повсюдно затвердився новий варіант символів, які наносяться на грані кубика — з числовими значеннями. На таких шестигранних кубиках, виготовлених з кістки, дерева і бивня, грані відповідають чотирьом сторонам світла: 東 «схід» (5); 南 «південь» (4); 北 «північ» (3); 西 «захід» (2), а також поняттям 天 «небо» (1) і 地 «земля» (6).
В енциклопедії кінця X ст. "Вамьо-руйдзю сьо: " є запис про використання в той час двох видів кубиків: тьобо-сай (樗 蒲 采) та суґороку-сай (雙 六 采). Тьобо-сай це дощечки, один бік яких був опуклий, інший — плоский (в грі одночасно використовували декілька штук), а суґороку-сай були кубічної форми.
На сьогодні існують кістки кубічної форми, що прийнято в закладах з азартними іграми, на яких зображено цифри.